# Finn Bennett
Finn Bennett (Londres, 1999) es un actor británico. En televisión, es conocido por su papel del oficial Peter Prior en la serie de HBO, True Detective (2024).

## Biografía
Finn Bennett nació en 1999 en el Hospital Universitario Homerton en Hackney, un municipio londinense (The London Borough of Hackney) situado al nordeste de Londres, su padre es Ronan Bennett, novelista y guionista irlandés, y su madre Georgina Henry, periodista británica. También tiene ascendencia belga por parte de su abuela materna Annette Duvivier.
Asistió a la escuela en Londres y los sábados tomaba clases de teatro en el Stagecoach Performing Arts (una escuela profesional de artes escénicas a tiempo parcial) en Islington. En lugar de ir a la universidad, tuvo varios trabajos hasta conseguir un papel en la serie británico-italiana Domina.
Comenzó su carrera como actor infantil, haciendo su debut televisivo en 2010, en un episodio del drama detectivesco de ITV, Foyle's War, donde interpretó una versión joven del personaje de Andrew Scott. A esto le siguió una aparición especial en 2013 en el drama criminal de Channel 4, Top Boy. En 2015 apareció en la adaptación televisiva de la BBC One de las memorias de Laurie Lee, Cider with Rosie. Tuvo un papel recurrente como Ewen en la primera temporada de la serie de Liar en 2017. Al año siguiente, interpretó el papel de Simon Warner en el drama criminal de Channel 4, Kiri, e hizo una aparición especial en un episodio de la comedia dramática de Sky One, Sick of It.
En 2019 hizo su debut cinematográfico con un pequeño papel en el drama Hope Gap de William Nicholson. Regresó a la televisión en 2021 cuando interpretó a Marcelo, el sobrino del emperador Augusto, en la serie Domina de Sky Atlantic. Ese mismo año, apareció en la película de terror A Banquet.
En septiembre de 2022, fue elegido para interpretar al oficial de policía Peter Prior en la cuarta temporada de la serie antológica de HBO, True Detective, subtitulada Night Country, que se estrenó el 14 de enero de 2024. En marzo de 2024, fue elegido para la serie de Netflix, Palomas Negras, y para la película Warfare de Alex Garland. El 18 de junio de 2024, se confirmó que Bennett se uniría al elenco de la serie de televisión estadounidense de fantasía y drama, Knight of The Seven Kingdoms, como Aerion Targaryen. La serie está basada en las noveletas escritas por George R. R. Martin, Cuentos de Dunk y Egg.

## Filmografía

### Cine
| Año  | Título                 | Papel       | Notas            | Ref.   |
| ---- | ---------------------- | ----------- | ---------------- | ------ |
| 2019 | Hope Gap               | Robbie      | Debut en el cine |        |
| 2020 | Surge                  | Adolescente |                  |        |
| 2021 | A Banquet              | Sean        |                  |        |
| 2021 | The Mouse              | Jakub       | Cortometraje     |        |
| 2025 | Warfare                | John        |                  | [ 12 ] |
| —    | Somewhere in Dreamland | —           | Posproducción    | [ 15 ] |
| —    | Loser                  | —           | En producción    | [ 16 ] |

### Televisión
| Año  | Título                         | Papel                    | Notas                         | Ref.   |
| ---- | ------------------------------ | ------------------------ | ----------------------------- | ------ |
| 2010 | Foyle's War                    | James Devereaux de joven | Episodio: «The Hide»          |        |
| 2013 | Top Boy                        | Noah                     | Temporada 2, episodio 1       |        |
| 2015 | Cider with Rosie               | Jack                     | Telefilme                     |        |
| 2017 | Liar                           | Ewen                     | 4 episodios                   |        |
| 2018 | Kiri                           | Simon Warner             | 4 episodios                   |        |
| 2018 | Sick of It                     | Dylan                    | Episodio: «The Kid»           |        |
| 2021 | Domina                         | Marcelo                  | 4 episodios                   |        |
| 2021 | The Nevers                     | Pink Shirt               | Episodio: «Exposure»          |        |
| 2024 | True Detective: Night Country  | Peter Prior              | Papel principal; 6 episodios  | [ 17 ] |
| 2024 | Black Doves                    | Cole Atwood              | Serie de Netflix; 4 episodios | [ 11 ] |
| 2025 | A Knight of the Seven Kingdoms | Aerion Targaryen         | Filmándose                    | [ 13 ] |

## Premios y nominaciones
| Año  | Premios       | Categoría                                                          | Trabajo premiado              | Resultado | Ref.   |
| ---- | ------------- | ------------------------------------------------------------------ | ----------------------------- | --------- | ------ |
| 2024 | Premios Astra | Mejor actor de reparto en una miniserie o película para televisión | True Detective: Night Country | Nominado  | [ 18 ] |